# Golfo Dulce (bukt i Costa Rica)
Golfo Dulce är en bukt på Centralamerikas kust mot Stilla havet. Den ligger innanför Osahalvön i provinsen Puntarenas i södra delen av Costa Rica.